# Там, де серце
«Там, де серце»(англ. Where the Heart Is) — художній фільм за мотивами роману Біллі Леттс.

## Зміст
Головна героїня, Новалі Нейшн - типова Попелюшка. Їй сімнадцять років, у неї восьмимісячна вагітність і життєва мудрість: при будь-яких обставин число «п'ять» приносить нещастя. Коли бойфренд-грубіян саджає Новалі в напіврозвалену машину і везе в сонячну Каліфорнію, він кидає її в першому ж придорожньому супермаркеті Wal-Mart саме в той момент, коли каса відбиває здачу: 5 доларів 55 центів. Героїні доведеться пожити між магазинних полиць, обережно влаштовуючи собі на ніч подобу квартири з постіллю, будильником, магнітофоном - чим не реклама в дусі «У нас є все, що вам потрібно?»

## Ролі
| Актор           | Роль               |
| --------------- | ------------------ |
| Наталі Портман  | Новалі Нейшн       |
| Ешлі Джад       | Лексі Куп          |
| Стокард Ченнінґ | Тельма             |
| Джоан К'юсак    | Рут Мейерс         |
| Кіт Девід       | Мозес Уайткоттен   |
| Саллі Філд      | Мама Ліл           |
| Ділан Бруно     | Віллі Джек Піккенс |
| Джеймс Фрейн    | Форні Халл         |
| Дж. Д. Евермор  | санітар            |
| Джим Бівер      | Clawhammer         |

## Цікаві факти
Роль Новалі Нейшн могли отримати Клер Дейнс і Сара Мішель Геллар.